# Anna Drążkowska
Anna Drążkowska, prof. dr hab. – pracownik naukowy w Instytucie Archeologii Uniwersytetu Mikołaja Kopernika w Toruniu – katedra Średniowiecza i Czasów Nowożytnych. Specjalistka w zakresie archeologii i konserwacji zabytków archeologicznych, rekonstrukcji szat grobowych, historii ubioru i badań kostiumologicznych.

## Praca naukowa
W trakcie prowadzonych prac archeologiczno – konserwatorskich zrekonstruowała między innymi odzież grobową z krypt kościołów; w Toruniu, Gdańsku, Kostrzynie, Lublinie, Brzozie, Warszawie, Wschowie, Gniewie, Krakowie, Przemyślu, Chełmie, Łowiczu, Węgrowie, i w Dubnie na obecnej Ukrainie. Przeprowadziła konserwację insygniów biskupich i szat pontyfikalnych biskupów unickich z krypt w Chełmie, szat prymasów Polski z krypt w Łowiczu. Dokonała renowacji szat z trumien m.in. w kryptach archikatedry w Przemyślu i klasztoru w Rozwadowie.  
Brała udział w zabezpieczaniu obiektów wydobytych ze zbiorowych mogił polskich oficerów pomordowanych w Katyniu, Charkowie, Miednoje i Bykowni, Poddała konserwacji przedmioty z „Łączki” wydobyte z jam grobowych na warszawskiej Kwaterze „Ł” Cmentarza Wojskowego na Powązkach, oraz zabezpieczała artefakty z obozu koncentracyjnego w Groß-Rosen.  

### Badała między innymi:[7]
- pochówek Jana Dobrogosta Krasińskiego w kościele w Węgrowie (2019)

- 2016-2019 krypty kościoła św. Franciszka z Asyżu w Krakowie.

- pochówki biskupów unickich w kościele pw. Narodzenia NMP w Chełmie (2017)

- pochówek księcia Sylwiusza Nimroda Wirtemberga z bazyliki w Oleśnicy,

- pochówki książąt mazowieckich  Stanisława i Janusza III w  kolegiacie św. Jana w Warszawie (2013)

- pochówki biskupów obrządku łacińskiego w archikatedrze przemyskiej (2012)

- pochówek księżnej Zofii Lubomirskiej kościoła w Końskowoli (2011)[3].

Prowadziła badania i eksploracje pochówków królewskich w katedrze na Wawelu: króla Zygmunta III Wazy, jego żony królowej Konstancji (2018) i króla Augusta II Mocnego (2019).

#### Autorka i współautorka stałych wystaw w kryptach
- archikatedry w Przemyślu „Rotunda i krypty archikatedry”[8].

- w kościele św. Jakuba w Tarchominie „Przez śmierć do nieśmiertelności”[9]

- w klasztorze braci mniejszych kapucynów w Stalowej Woli – Rozwadowie „Kto niebu żyje ten światu umiera”[10].

- w archikatedrze św. Jana w Warszawie

- w wieży katedry przemyskiej” Skarby katedry”[3].

#### Jest autorką książek z zakresu historii ubioru, katalogu wyposażenia pochówków z Krakowa i redaktorką czterech publikacji o kulturze funeralnej
- Odzież dziecięca w Polsce w XVII i XVIII wieku (2007)

- Odzież grobowa w Rzeczypospolitej w XVII i XVIII wieku (2008)

- Historia obuwia na ziemiach polskich od IX do końca XVIII wieku (2011)
- Ozdoby i nakrycia głowy na ziemiach polskich od X do końca XVIII wieku (2012)

- Odzież i insygnia grobowe biskupów przemyskich obrządku łacińskiego (2014)[4].
- Historia bielizny (2017),
- Kultura funeralna elit Rzeczypospolitej od XVI do XVIII wieku na terenie Korony i Wielkiego Księstwa Litewskiego. Próba analizy interdyscyplinarnej (2015),
- Krypty grobowe kościoła pw. św. Franciszka z Asyżu w Krakowie w świetle badań interdyscyplinarnych, Archeologia, Historia, Kostiumologia, (2020),
- Krypty grobowe kościoła pw. św. Franciszka z Asyżu w Krakowie w świetle badań interdyscyplinarnych, Antropologia, Archeobotanika, Mikrobiologia, Konserwacja (2020),
- Burial Crypts of St Francis of Assisi church in Cracow. In the light of interdisciplinary studies. Archeology ,Study Of Dress And Textiles , Antropology Mikrobiology  Artefacts Consercarton (2021),
- Katalog wyposażenia pochówków z kościoła pw. św. Franciszka z Asyżu w Krakowie (2022)[3].

#### Współpracuje z muzeami w zakresie konserwacji, analiz kostiumologicznych, kwerendy źródeł[3].
- Muzeum Archeologiczne w Gdańsku,
- Muzeum Okręgowe w Pułtusku,
- Muzeum Ziemi Wschowskiej we Wschowie,
- Muzeum Narodowe w Warszawie,
- Muzeum Okręgowe w Toruniu,
- Muzeum Archeologiczno-Historyczne w Stargardzie,
- Muzeum Wojska Polskiego w Warszawie,
- Muzeum Katyńskie w Warszawie,
- Muzeum Marynarki Wojennej w Gdyni,
- Muzeum Archidiecezjalne w Przemyślu,
- Muzeum Diecezjalne Archikatedry Warszawskiej,
- Muzeum Ziemi Chełmskiej im. Wiktora Ambroziewicza w Chełmie,
- Muzeum w Wilanowie,
- Centralne Muzeum Jeńców Wojennych w Łambinowicach-Opolu.

Współpraca z instytucjami naukowymi krajowymi i zagranicznymi:
- Ukraińska Akademia Nauk we Lwowie: w zakresie zabezpieczenia konserwatorskiego przedmiotów wydobywanych z krypt; przeprowadzane dla Akademii Nauk analizy kostiumologiczne i konserwacje odzieży grobowej.
- Zakład Antropologii Uniwersytetu Wileńskiego w ramach międzynarodowego projektu badawczego Kultura funeralna elit I Rzeczpospolitej w XVI – XVIII wieku na terenie Korony i Wielkiego Księstwa Litewskiego.
- Litewskie Muzeum Narodowe w Wilnie w ramach międzynarodowego projektu badawczego Kultura funeralna elit I Rzeczpospolitej w XVI – XVIII wieku na terenie Korony i Wielkiego Księstwa Litewskiego.
- Instytut Pamięci Narodowej – konserwacja przedmiotów odnalezionych przy szczątkach ofiar.
- Zakład Mikrobiologii UMK w Toruniu – próba określenia zagrożenia mikrobiologicznego w kryptach grobowych i poziomu skażenia zabytków archeologicznych.
- Zakład Biologii Komórki UMK w Toruniu – próba identyfikacji relikwii wydobytych z trumny biskupa Walentego Wężyka[3].

## Nagrody i odznaczenia
Za konserwację i rekonstrukcję odzieży grobowej z Lublina otrzymała nagrodę Unii Europejskiej „Europa Nostra 2002”, za działalność na rzecz ochrony dziedzictwa kulturowego oraz za działalność naukowo – dydaktyczną przyznano jej Nagrodę Specjalną Ministra Kultury 2004. W roku 2010, została odznaczona Medalem „Pro Memoria”, w kwietniu 2011 roku brązowym Medalem „Zasłużony Kulturze Gloria Artis” przyznanym przez ministra kultury i dziedzictwa narodowego RP za działalność na rzecz ochrony zabytków. Złotą odznaką za opiekę nad zabytkami, Odznaką Pamiątkową Muzeum Wojska Polskiego za opiekę konserwatorską nad zbiorami muzealnymi Muzeum Katyńskiego, medalem Prawda i Pamięć za zasługi dla Stowarzyszenia Rodzina Katyńska, Krzyżem XXX-lecia Ordynariatu Polowego za działalność na rzecz upamiętniania kapelanów katyńskich i ofiar zbrodni katyńskich.

## Publikacje
Publikacje